# Riera de Fonollosa
El torrent de Fonollosa també anomenat riera de Fonollosa és un afluent per la banda dreta del riu Cardener. Al seu curs inferior enllà del municipi de Fals pren el nom de riera de Fals.
Travessa íntegrament la comarca del Bages. Té una llargada d'uns 30 km, amb un recorregut de nord-oest a sud-est fins a arribar a Fonollosa; i d'oest a est des d'aquesta població fins a la desembocadura al Cardener, dins el terme municipal de Sant Joan de Vilatorrada.
Neix a la Serra de Castelltallat (Sant Mateu de Bages) de la unió de diversos torrents i al llarg del seu recorregut, que és paral·lel i pròxim al de la riera de Rajadell, rep els torrents anomenats de la Vall, del Màrtir, de Cererols i de Perejutge.
Al seu pas per Fonollosa forma uns cingles de fins a tres-cents metres de fondària que s'allarguen durant uns deu km. A Sant Joan de Vilatorrada rega un interessant bosc de ribera de caducifolis on destaca l'àlber, el freixe de fulla petita, el pollancre i el salze.
El cabal és poc important i irregular, ja les precipitacions a la conca mai no superen els 600 litres per metre quadrat anuals, amb una secada estival acusada. El 2005, l'aigua era de qualitat dolenta pel vessament de les aigües residuals de Fonollosa sense qualsevol tractament.